# Mía Maestro
Mía Maestro (Buenos Aires, 19 de junio de 1978) es una actriz y cantante argentina. Se dio a conocer por su papel protagónico de Elena Flores en la película de 1998 Tango, no me dejes nunca dirigida por Carlos Saura, la cual estuvo nominada a los Premios Óscar a la Mejor película de habla no inglesa, en representación de Argentina. Luego se hizo más conocida en Estados Unidos por su interpretación de la espía Nadia Santos en la serie de televisión Alias. También fue parte de los repartos de las películas Frida, Diarios de motocicleta, 
The Twilight Saga: Breaking Dawn - Part 1 y The Twilight Saga: Breaking Dawn - Part 2, las cuales contaron con un reparto multinacional.

## Biografía
Mía Maestro nació el 19 de junio de 1978 en Buenos Aires. Es hija de una economista y de un hombre de negocios, ambos argentinos. Estudió en el Instituto Fray Mamerto Esquiú de Buenos Aires hasta el año 1993. Cuando alcanzó la mayoría de edad se trasladó a Berlín, Alemania para desarrollar un repertorio vocal de las obras de Kurt Weill y Hans Eisler. También realizó actuación musical y danza. Su maestro de actuación en Argentina fue Carlos Gandolfo.
Actualmente vive en Los Ángeles, California.

## Carrera profesional

### Actuación
Luego de una larga estadía en Berlín, Mía regresó a Buenos Aires, ya con 20 años, donde realizó su primera actuación en teatro en la obra La trilogía de Verano de Carlo Goldoni, y en 1998, consiguió el codiciado papel de Lulu en La caja de Pandora de Frank Wedekind en el Teatro San Martín en su ciudad natal, Buenos Aires. Por su interpretación recibió el premio ACE en la categoría de mejor nuevo artista del año.
En 1998, debutó en el cine en la película de Carlos Saura Tango, donde interpreta a una bailarina que se enamora de su profesor de Tango. Dicha película obtuvo una nominación en los Premios Óscar y a los Globos de Oro, ambas en la categoría de mejor película extranjera.
En 2000, viajó a Los Ángeles, en donde consiguió un papel secundario en Timecode junto a Salma Hayek, con quien también compartió papel en En el tiempo de las mariposas (2001), Hotel (2001), Frida (2002) y Salvajes (2012).

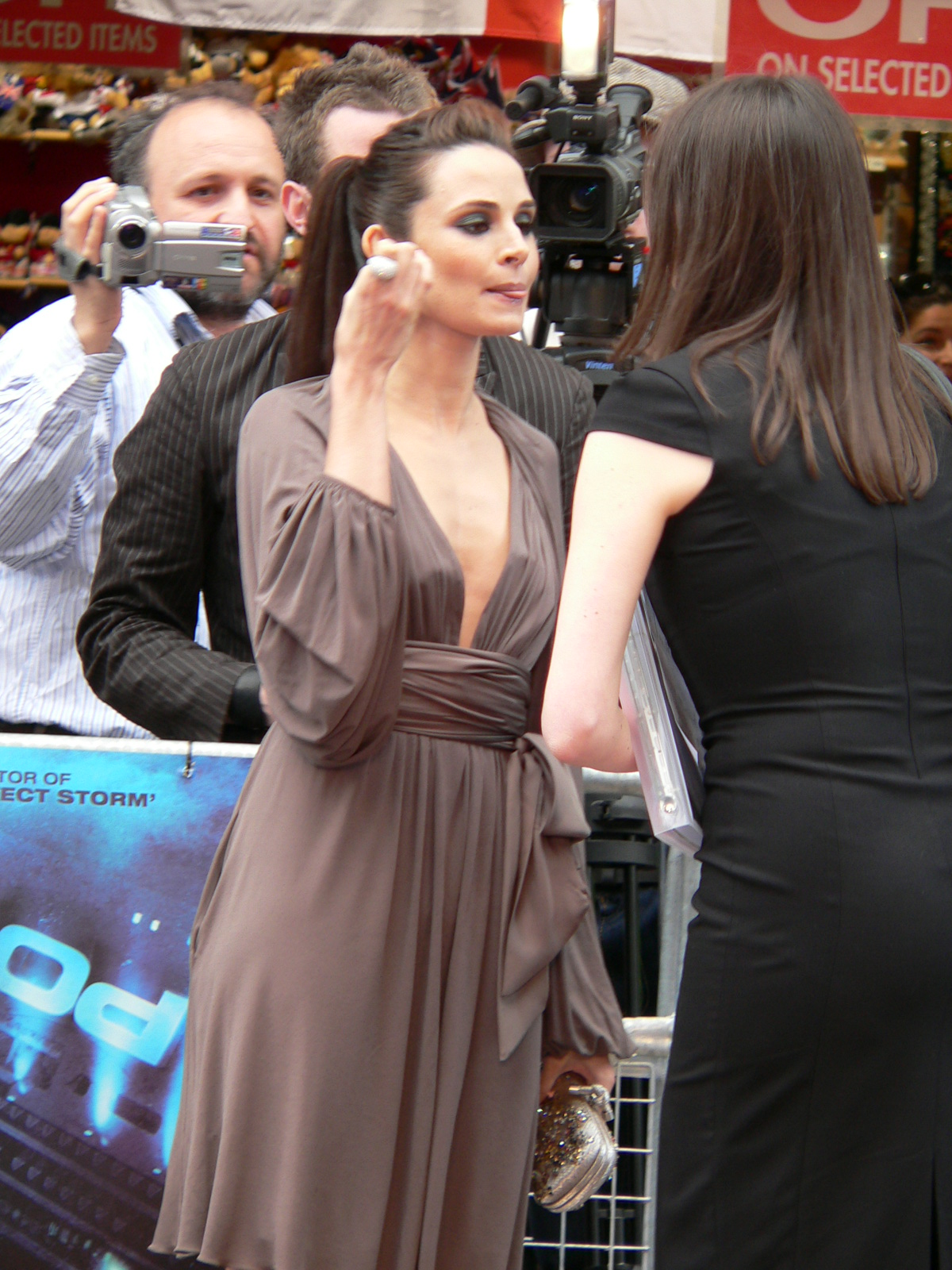
Maestro en la premier de Poseidon, en 2006

En 2004, se unió al elenco, en el que permaneció dos años, de la serie de ABC Alias, interpretando a la espía Nadia Santos hija de Arvin Sloane e Irina Derevko, producto de un affair entre ambos, y hermana de Sydney Bristow. Ese mismo año, interpretó a una catequista ninfómana en la película La niña santa, dirigida por Lucrecia Martel y trabajó en la película Diarios de motocicleta (nominada al globo de oro de 2005 como mejor película extranjera), basada en los diarios del Che Guevara, líder de la Revolución cubana, en la que interpretó a Chichina Ferreyra, la primera novia de Guevara. La película fue dirigida por Walter Salles, y los papeles protagonistas fueron interpretados por Gael García Bernal y Rodrigo de la Serna. 
En 2005, Maestro protagonizó el thriller de Jonathan Jakubowicz Secuestro Express, lanzado por Miramax, donde interpretaba a la víctima de un secuestro en Venezuela. Durante la preproducción del film Mía recibió clases de fonética para imitar el acento caraqueño. En diciembre del mismo año, protagonizó el videoclip de Prince Te Amo Corazón, que fue dirigido por su amiga Salma Hayek. 
En 2006 coprotagonizó la película de Wolfgang Petersen Poseidón, una nueva versión de la película del mismo nombre del año 1972. Mía interpretaba a Elena Morales, una polizón que va al encuentro de su hermano enfermo en el hospital junto a su amigo camarero, Valentine (Freddy Rodríguez).
Maestro también ha protagonizado la obra de teatro musical off-Broadway My Life as a Fairytale, inspirada en la vida y obra del autor Hans Christian Andersen y cantando la música de Stephen Merritt (The Magnetic Fields). También protagonizó Cosí, basado en la ópera Così fan tutte de Mozart, la comedia Meant to Be, y la película indie estadounidense Mr. Tambourine Man basado en una historia de Oliver Sacks.
En 2008, participa en una adaptación de Robinson Crusoe para la NBC en la que interpreta durante nueve capítulos a la aventurera Olivia. Maestro fue elegida para interpretar a Nina Cabrera, el personaje principal en Cuthroat, un piloto de televisión de ABC para la temporada 2010-2011. El 30 de septiembre de 2010 fue elegida para interpretar a Carmen Denali en las películas The Twilight Saga: Breaking Dawn - Part 1 y Part 2 basadas en el best-seller homónimo escrito por Stephenie Meyer.
En 2012 hizo una participación especial en la serie White Collar interpretando a Maya, la dueña de un café local con la que Neal Caffrey (Matthew Bomer) tiene una relación sentimental.
En 2013, hizo una participación especial en la serie Person of Interest, en la que interpretó el papel de Mira Dobrica, una refugiada albana que trabaja de empleada en un hotel. En 2014 fue elegida para interpretar a la Dra. Nora Martínez en la serie de terror de vampiros The Strain, creada por Guillermo del Toro.

### Música
Mía ha estado llevando a cabo su carrera musical en Los Ángeles, Nueva York y Buenos Aires.
En 2010 actuó en Islandia, donde abrió para Emiliana Torrini en varios espectáculos en el Teatro Háskólabíó en Reikiavik. En mayo del mismo año colaboró en la canción "Love Is My Condition", que forma parte de The Dance, disco de la banda británica Faithless.
En 2011 colabora con la banda sonora de la película The Twilight Saga: Breaking Dawn - Part 1, en la que interpretaba la canción "Lloverá", la cual forma parte de su EP debut junto a dos canciones más: Blue Eyed Sailor, nombre que recibe su EP, y Time To Go (featuring Damien Rice). En 2012 se lanzó el videoclip de Blue Eyed Sailor dirigido por Juan Azulay y Guillermo Navarro, inspirado en el arte de Cecilia Paredes.
El 7 de octubre de 2014, el álbum de debut de Mía Maestro Si Agua salió. El disco fue grabado en Islandia.

## Filmografía
| Año  | Título                                    | Rol               | Notas                |
| ---- | ----------------------------------------- | ----------------- | -------------------- |
| 1998 | Tango                                     | Elena Flores      |                      |
| 1999 | The Venice Project                        | Danilla           |                      |
| 2000 | Cachitos picantes                         | Carla             |                      |
| 2000 | Timecode                                  | Ana Pauls         |                      |
| 2000 | El astillero                              |                   |                      |
| 2001 | Hotel                                     | Cariola           |                      |
| 2002 | Frida                                     | Cristina Kahlo    |                      |
| 2003 | Four Lean Hounds                          | Kay               | Cortometraje         |
| 2004 | Diarios de motocicleta                    | Chichina Ferreyra |                      |
| 2004 | La niña santa                             | Inés              |                      |
| 2005 | Deepwater                                 | Iris              |                      |
| 2005 | Secuestro Express                         | Carla Gutierrez   |                      |
| 2006 | Poseidón                                  | Elena Morales     |                      |
| 2007 | The Box                                   | Sasha Eccles      |                      |
| 2007 | Las mantenidas sin sueños                 | Celina            |                      |
| 2008 | Visioneers                                | Charisma          |                      |
| 2010 | Meant to Be                               | Gigi              |                      |
| 2010 | First Night                               | Nicoletta         |                      |
| 2010 | Agua y sal                                | Micaela           |                      |
| 2011 | It Goes Without Saying                    | Jojo              | Cortometraje         |
| 2011 | The Music Never Stopped                   | Celia             |                      |
| 2011 | The Speed of Thought                      | Anna Manheim      |                      |
| 2011 | The Twilight Saga: Breaking Dawn - Part 1 | Carmen Denali     |                      |
| 2012 | Salvajes                                  | Dolores           |                      |
| 2012 | The Twilight Saga: Breaking Dawn - Part 2 | Carmen Denali     |                      |
| 2012 | Blue Eyed Sailor                          | Mía Maestro       | Cortometraje musical |
| 2013 | Some Girl(s)                              | Tyler             |                      |
| 2014 | Grand Street                              | Antonia           |                      |
| 2020 | Fin de siglo                              | Sonia             |                      |
| 2020 | Lazos malditos                            | Emma              |                      |
| 2020 | The mayan's                               |                   |                      |

## Televisión
| Año       | Título                                                                  | Rol               | Notas                                |
| --------- | ----------------------------------------------------------------------- | ----------------- | ------------------------------------ |
| 2000      | Historias de la Habana (For Love or Country: The Arturo Sandoval Story) | Marianela         | Película para televisión             |
| 2001      | In the Time of the Butterflies                                          | Mate              | Película para televisión             |
| 2005      | Padre de familia                                                        | Loca (voz)        | Serie de televisión; 1 episodio      |
| 2004-2006 | Alias                                                                   | Nadia Santos      | Serie de televisión; 31 episodios    |
| 2006      | The Ten Commandments                                                    | Zipporah          | Película para televisión             |
| 2007      | The Man                                                                 | Dr. Lola Fiero    | Película para televisión             |
| 2008      | The Summit                                                              | María Puerto      | Miniserie de televisión; 2 episodios |
| 2008-2009 | Crusoe                                                                  | Olivia            | Serie de televisión; 7 episodios     |
| 2010      | Cutthroat                                                               | Nina Cabrera      | Película para televisión             |
| 2012      | Ladrón de Guante Blanco                                                 | Maya              | Serie de televisión; 2 episodios     |
| 2013      | Person of Interest                                                      | Mira Brozi        | Serie de televisión; 1 episodios     |
| 2014-2015 | The Strain                                                              | Dr. Nora Martínez | Serie de televisión; 26 episodios    |
| 2015      | Hannibal                                                                | Allegra Pazzi     | Serie de televisión; 1 episodios     |

## Premios y nominaciones
| Año  | Premio                                   | Categoría                            | Título                 | Resultado |
| ---- | ---------------------------------------- | ------------------------------------ | ---------------------- | --------- |
| 1999 | Asociación Argentina de Críticos de Cine | Mejor revelación femenina            | Tango                  | Nominada  |
| 2005 | Teen Choice Awards                       | Actriz revelación en televisión      | Alias                  | Nominada  |
| 2005 | Imagen Foundation Awards                 | Mejor actriz de reparto - Televisión | Alias                  | Ganadora  |
| 2005 | Imagen Foundation Awards                 | Mejor actriz de reparto - Película   | Diarios de motocicleta | Nominada  |
| 2012 | ALMA Awards                              | Mejor actriz de reparto              | Salvaje                | Nominada  |